# Гемскерк
Гемскерк (нід. Heemskerk, нід. вимова: [ˈɦeːmskɛr(ə)k] ( прослухати)) — місто і муніципалітет у Нідерландах, у провінції Північна Голландія.

## Топографія
Нідерландська топографічна карта муніципалітету Гемскерк, червень 2015 року

## Визначні уродженці
- Мартен ван Гемскерк (1498-1574) — нідерландський живописець
- Ніколас Геннеман (1813-1898) — піонер фотографічної справи
- Ернесто Гост (нар. 1965) — нідерландський кікбоксист
- Артур Нюман (нар. 1969) — нідерландський футболіст
- Рафаел ван дер Варт (нар. 1983) — нідерландський футболіст

## Галерея

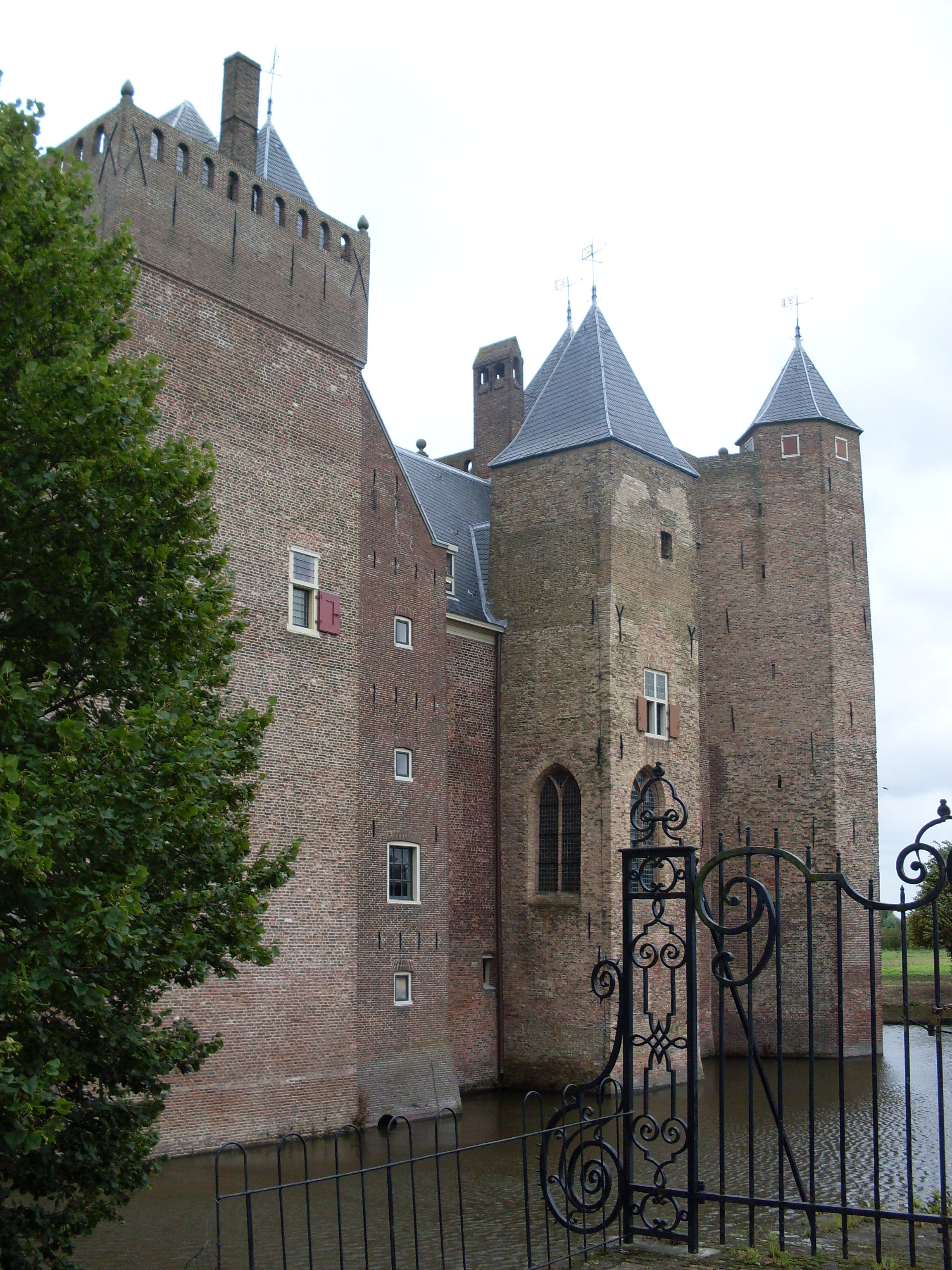
Замок Assumburg
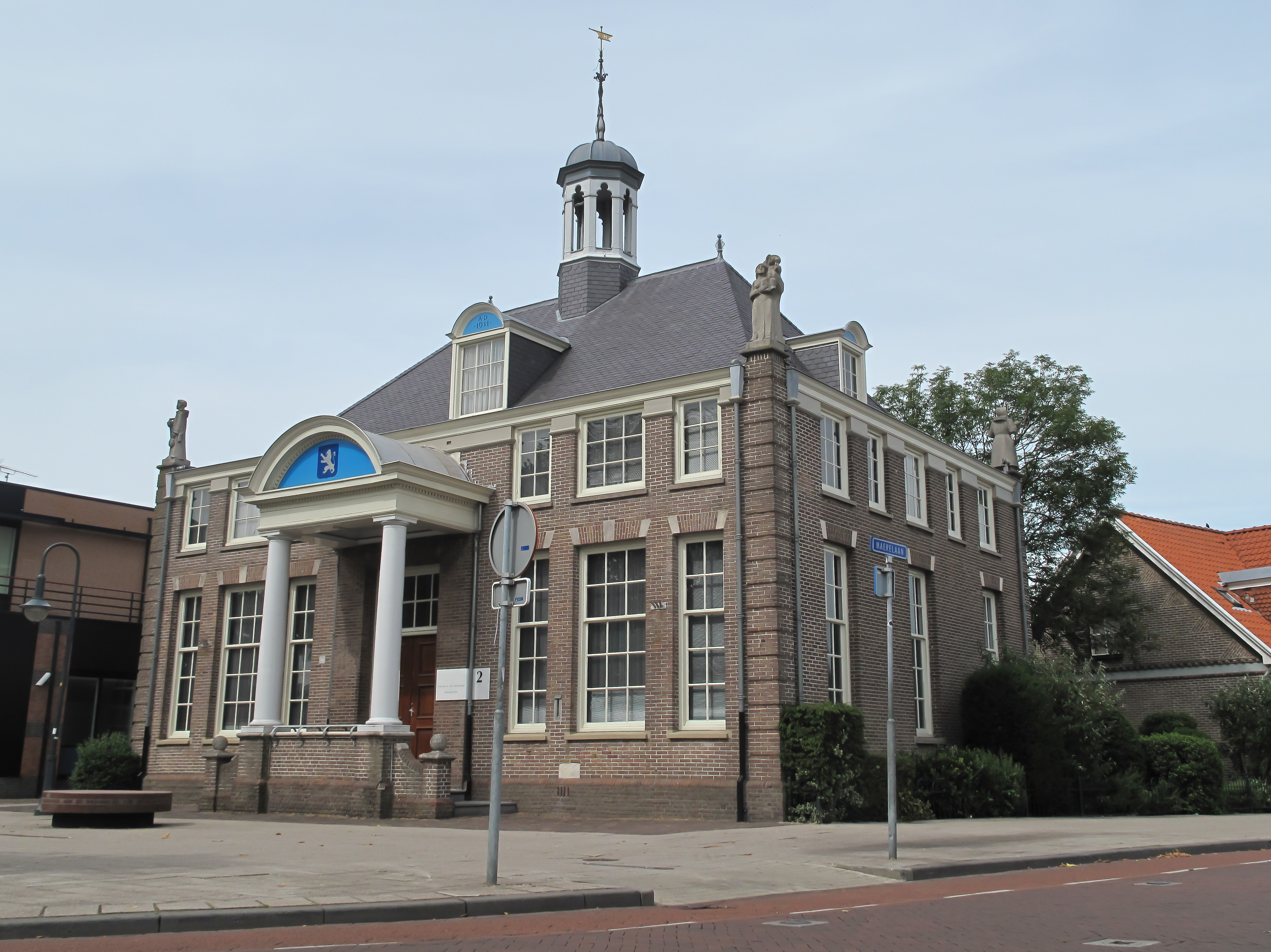
Колишня будівля мерії
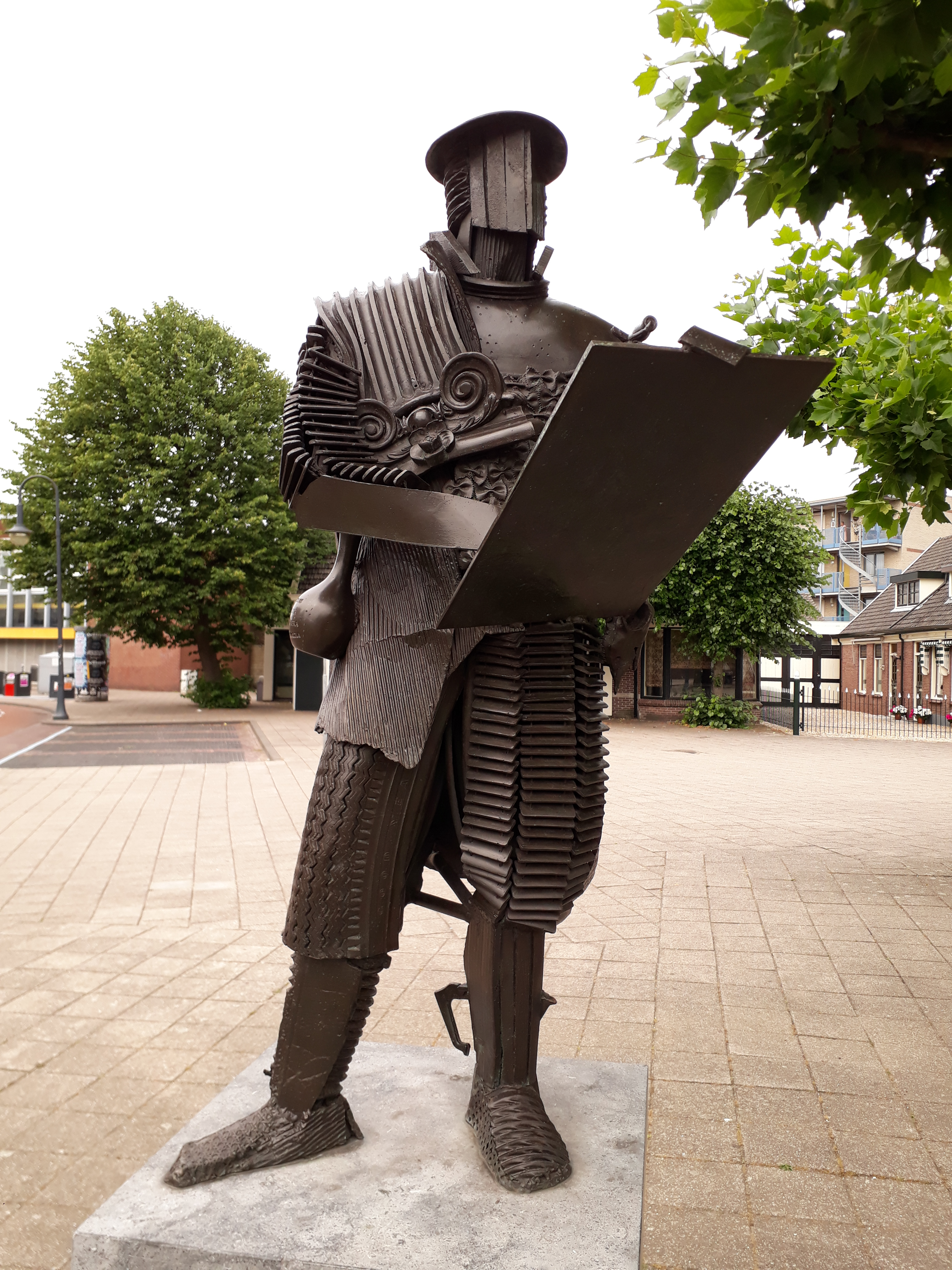
Статуя Мартена ван Гемскерка
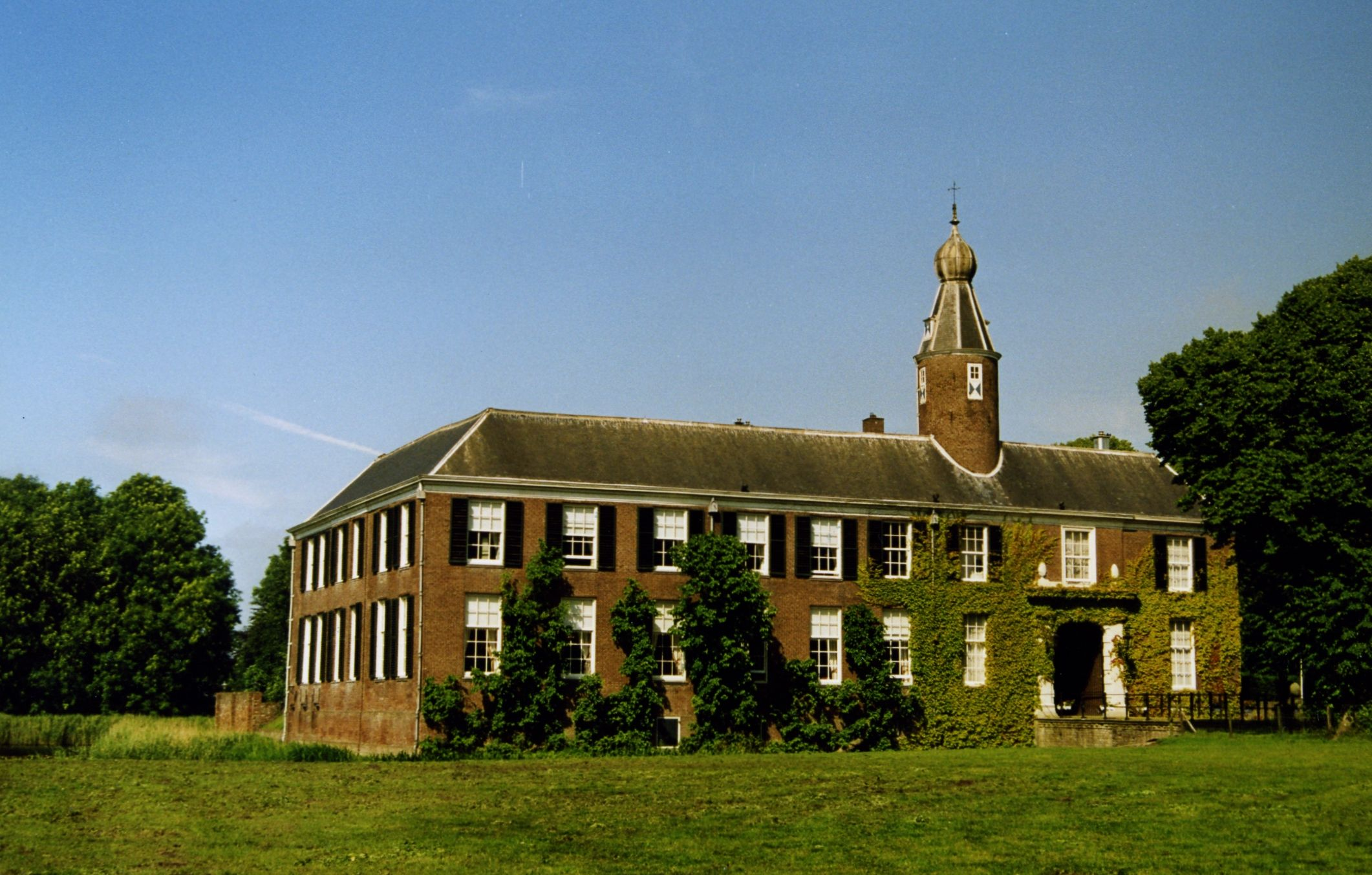
Замок Marquette
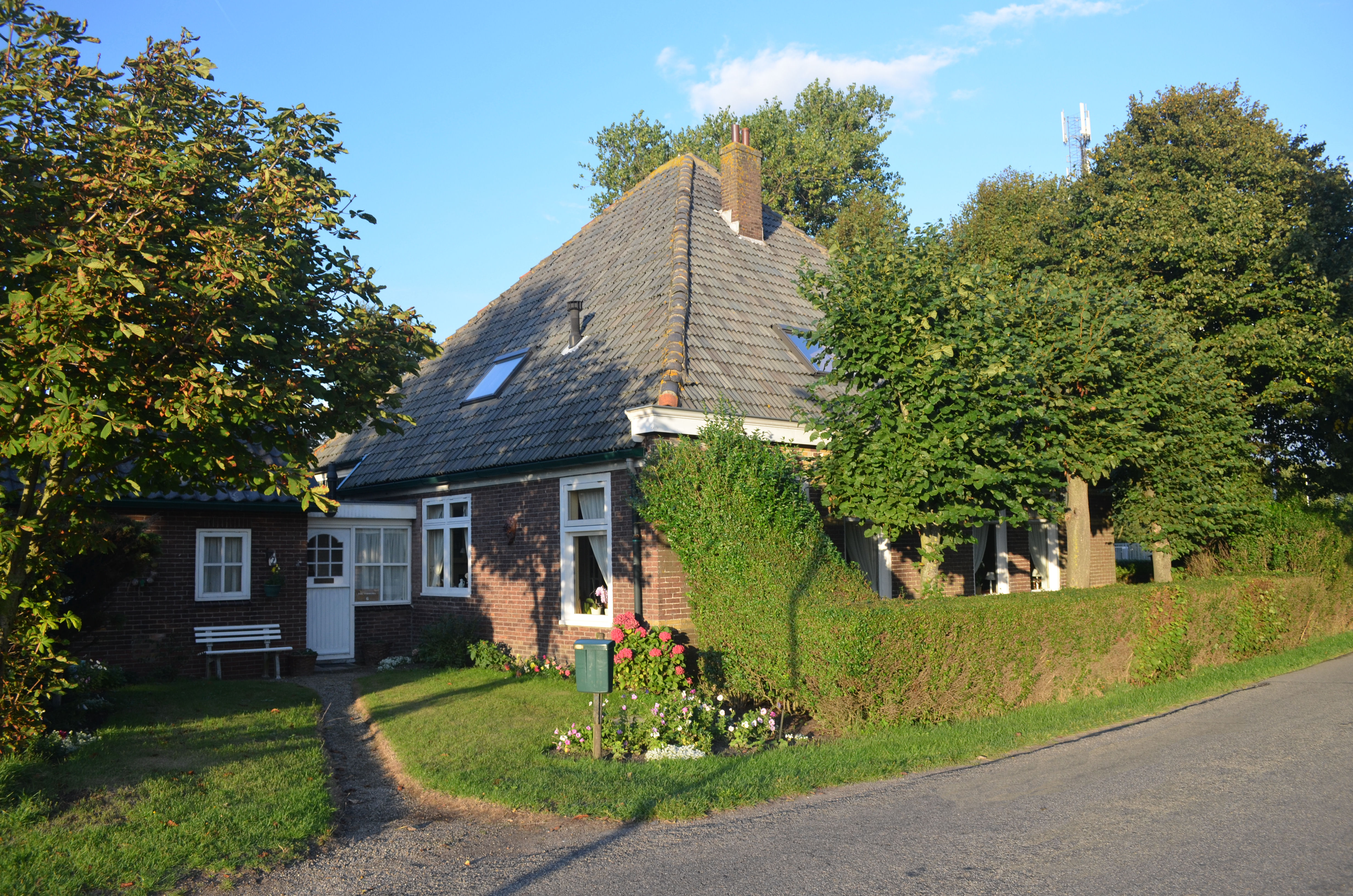
Міський будинок